# Красный Балтиец (платформа)
Кра́сный Балти́ец — остановочный пункт Рижского направления Московской железной дороги в Москве. Остановочный пункт находится в границах станции Подмосковная и расположена на линии МЦД-2, между платформами Стрешнево и Гражданская. Не оборудована турникетами.

## Название
Станция названа по бывшему одноимённому клубу, расположенному по адресу: улица Космонавта Волкова, д. 31. Клуб «Красный Балтиец» был построен профсоюзом железнодорожников в 1928—1930 годах.

## Расположение
Состоит из двух боковых посадочных платформ, соединённых самым длинным в Москве пешеходным мостиком, который проходит над всеми путями станции Подмосковная и имеет длину более 300 м. С северной стороны мостик выходит к улице Космонавта Волкова, с южной — к пересечению 2-го Амбулаторного проезда и 3-го Балтийского переулка.  Рядом с платформой расположены стадион «Красный Балтиец», военная кафедра Высшей школы экономики, Центральный институт травматологии и ортопедии им. Н. Н. Приорова, Центральный госпиталь ГУВД Москвы, московский офис промышленной группы Северсталь, Международный независимый эколого-политологический университет (Академия МНЭПУ). Платформа расположена у границы 4 районов: Аэропорт, Войковский, Коптево и Сокол.

## Беспересадочное сообщение
Является остановочным пунктом Рижского направления Московской железной дороги в Москве. Имеется беспересадочное прямое сообщение на Курское направление. Беспересадочное сообщение осуществляется: на запад - до станции Шаховская; на юг - до станции Тула.

## История
Платформа находится в границах станции Подмосковная, основные пути которой располагаются южнее. До 1945 года платформа находилась в основной части станции..

## Наземный общественный транспорт
На этой станции можно пересесть на следующие маршруты городского пассажирского транспорта:
- Автобусы: 323, 780, т57

## Галерея

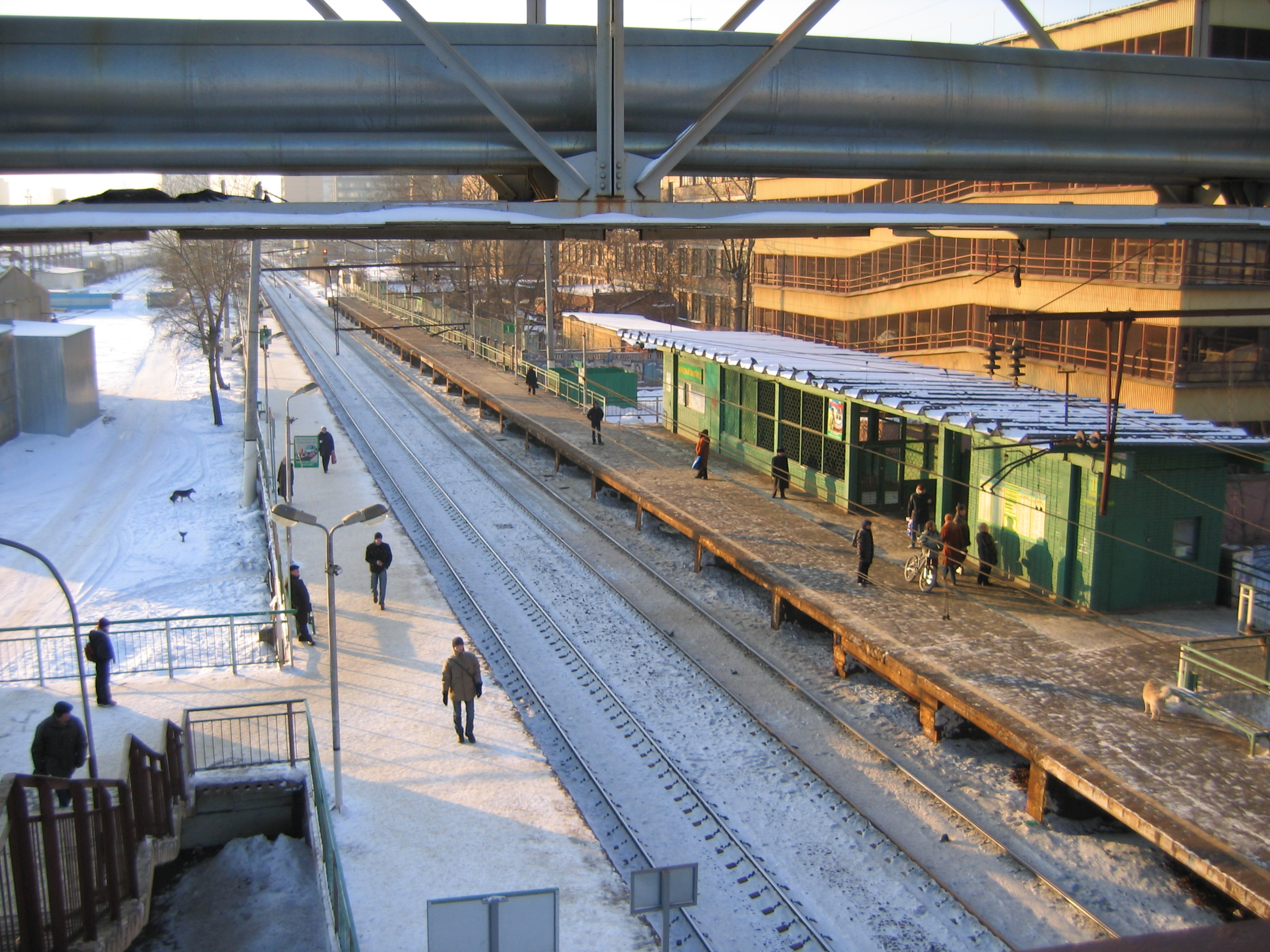
Вид на платформу с надземного перехода зимой 2007 года
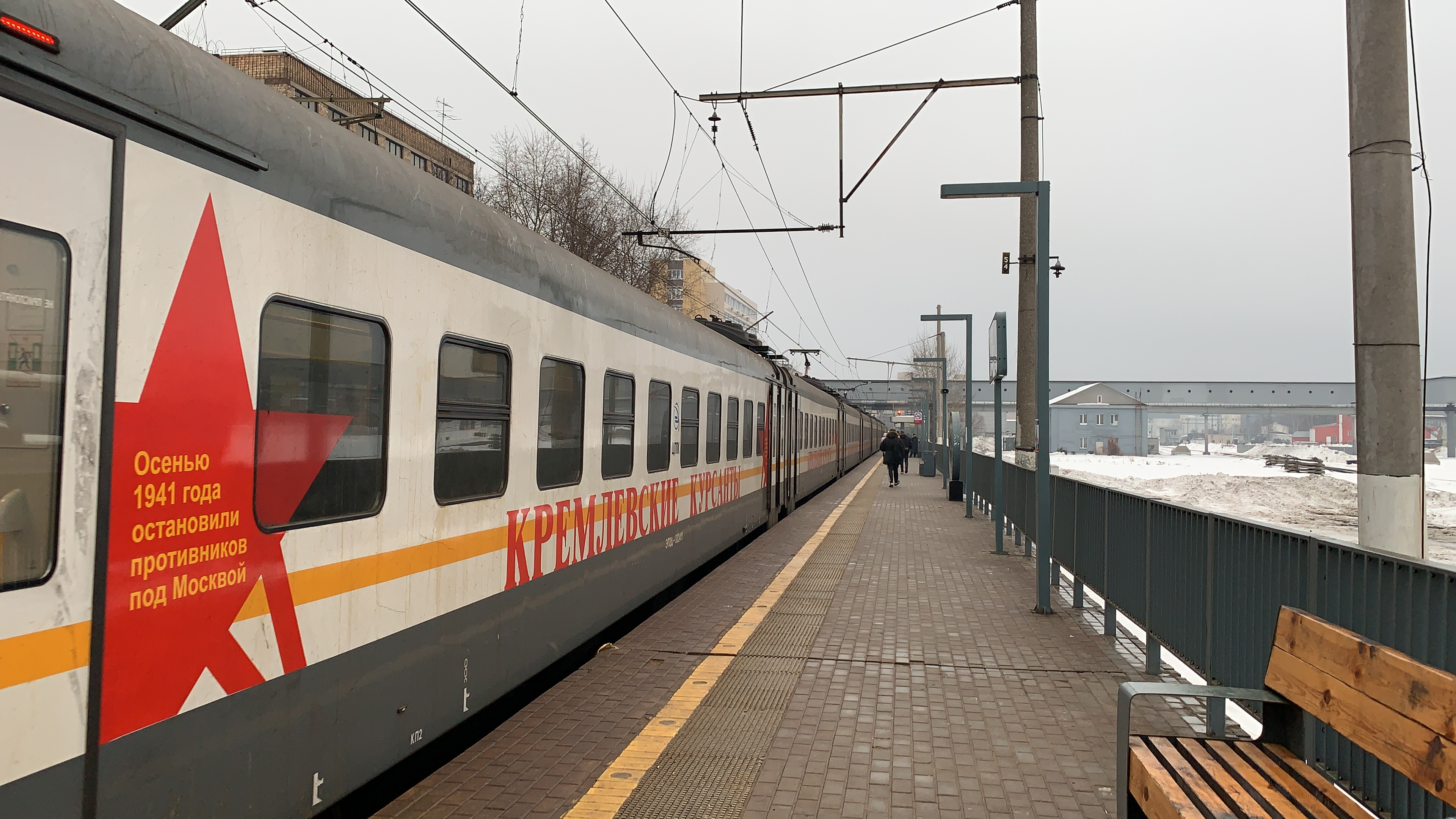
Станция «Красный Балтиец»
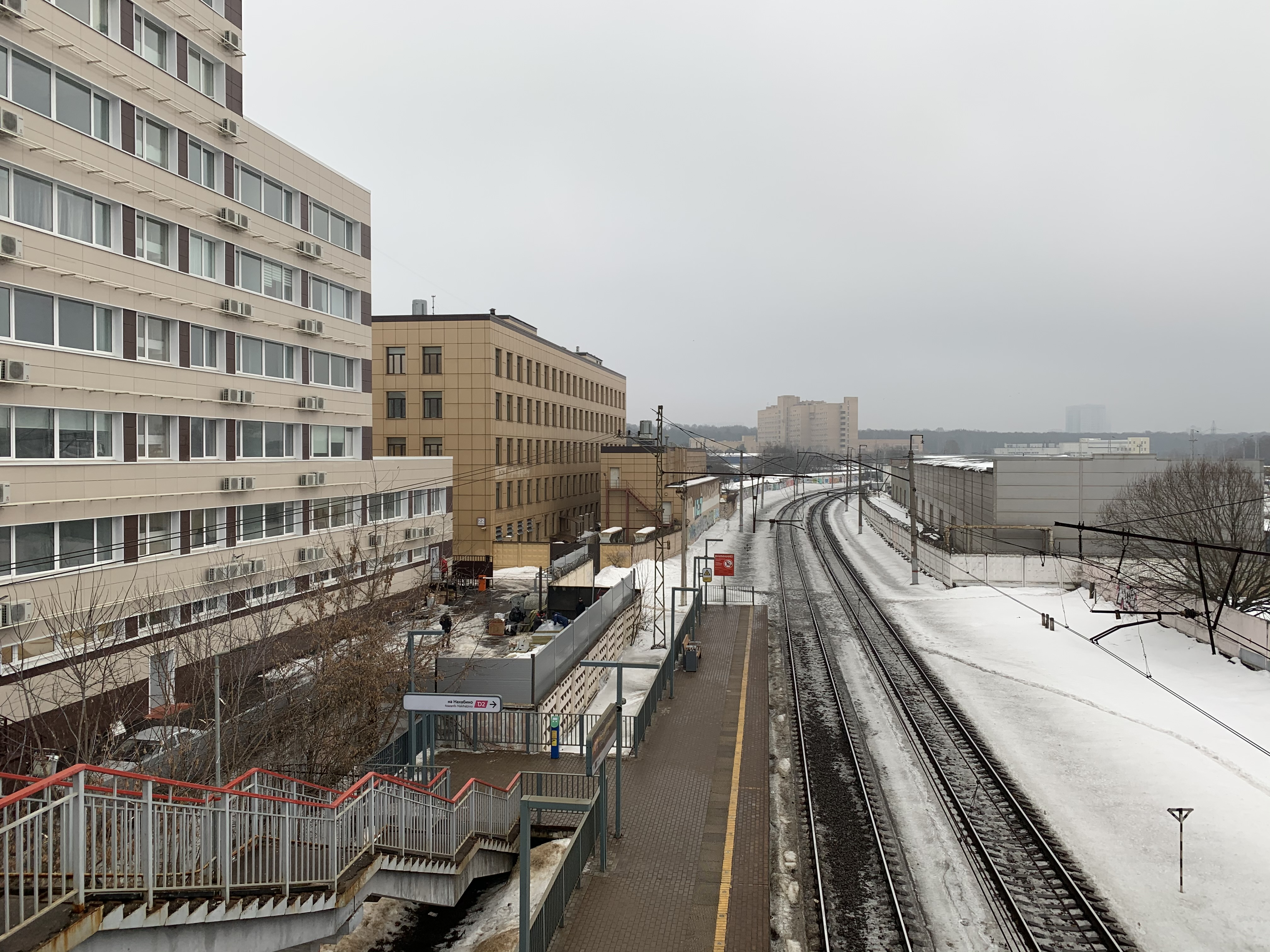
Вид на платформу и пути станции «Красный Балтиец»